# Quentin H. Harris
Quentin Hugh Harris (nascut al 26 de gener del 1977 a Wilkes-Barre, Pennsilvània, EUA), és un exjugador de futbol americà i actual executiu que va jugar en la posició de saguer en els Arizona Cardinals, New York Giants i Denver Broncos de la National Football League. Durant l'etapa universitària va jugar amb la Universitat de Syracuse.
Un cop va deixar de jugar, va acceptar una oferta dels Cardinals per fer de caçatalents. Des de 2021 és vicepresident de jugadors de l'equip d'Arizona.